# Unione Sportiva Anconitana-Bianchi 1937-1938
Questa pagina raccoglie i dati riguardanti l'Unione Sportiva Anconitana-Bianchi nelle competizioni ufficiali della stagione 1937-1938.

## Rosa
| N. |                   | Ruolo | Calciatore         |
| -- | ----------------- | ----- | ------------------ |
|    | Italia (bandiera) | C     | Rutilio Baldoni    |
|    | Italia (bandiera) | C     | Francesco Boriani  |
|    | Italia (bandiera) | A     | Nicola Bruscantini |
|    | Italia (bandiera) | C     | Fermo Colombo      |
|    | Italia (bandiera) | A     | Guido Corbelli     |
|    | Italia (bandiera) | A     | Augusto Cristina   |
|    | Italia (bandiera) | C     | Bruno Fanesi       |
|    | Italia (bandiera) | D     | Elvisio Fattorini  |
|    | Italia (bandiera) | C     | Silvio Finotto     |
|    | Italia (bandiera) | A     | Gustavo Fiorini    |

| N. |                   | Ruolo | Calciatore           |
| -- | ----------------- | ----- | -------------------- |
|    | Italia (bandiera) | P     | Giovanni Garbo       |
|    | Italia (bandiera) | A     | Pietro Ghermandi     |
|    | Italia (bandiera) | C     | Ellero Ghetti        |
|    | Italia (bandiera) | C     | Salvatore Musmeci    |
|    | Italia (bandiera) | P     | Mario Necchi         |
|    | Italia (bandiera) | D     | Franco Pincelli      |
|    | Italia (bandiera) | D     | Ferruccio Ratti      |
|    | Italia (bandiera) | D     | Andrea Scaccini      |
|    | Italia (bandiera) | A     | Corrado Silvestrelli |
|    | Italia (bandiera) | C     | Giuseppe Varoli      |